# 格拉伊格爾 (加利福尼亞州)
格雷伊格爾（英語：Graeagle）是位於美國加利福尼亞州普盧默斯縣的一個人口普查指定地區。

## 地理
格雷伊格爾的座標為39°45′52″N 120°37′24″W / 39.76444°N 120.62333°W，而該地最高點為海拔高度1333米（即4373英尺）。

## 人口
根據2010年美國人口普查的數據，格雷伊格爾的面積為28.812平方千米，當中陸地面積為28.664平方千米，而水域面積為0.148平方千米。當地共有人口737人，而人口密度為每平方千米25人。